# Thunderbird Invitational
O Thunderbird Invitational foi um torneio masculino de golfe que fazia parte do calendário anual do PGA Tour entre 1954 e 1959. Decorreu em Palm Springs, no estado norte-americano da Califórnia.

## Campeões
- 1959 Arnold Palmer[1]
- 1958 Ken Venturi
- 1957 Jimmy Demaret
- 1956 Jimmy Demaret
- 1955 Shelley Mayfield
- 1954 Fred Haas